# Bremer voetbalkampioenschap 1900/01
In 1900/01 werd het tweede Bremer voetbalkampioenschap gespeeld, dat georganiseerd werd door de Bremer voetbalbond. Bremer SC 1891 werd kampioen, er was nog geen eindronde om de Duitse landstitel. De precieze uitslagen zijn niet meer bekend. KSV Simson Bremen zou zich voor de start van het seizoen teruggetrokken hebben. Werder Bremen en Germania Bremen trokken zich tijdens het seizoen terug. 

## Eindstand
| Plaats | Club                    | Wed.           | W              | G              | V              | Saldo          | Ptn            |
| ------ | ----------------------- | -------------- | -------------- | -------------- | -------------- | -------------- | -------------- |
| 1.     | Bremer SC 1891          |                |                |                |                |                |                |
| 2.     | Club SuS 1896 Bremen    |                |                |                |                |                |                |
| 3.     | Bremer SC 1891 II       |                |                |                |                |                |                |
| 4.     | FV Werder Bremen        |                |                |                |                |                |                |
| 5.     | FC Elite Bremen         |                |                |                |                |                |                |
| 6.     | SC Hansa 1898 Bremen    |                |                |                |                |                |                |
| 7.     | ASC 1898 Bremen         |                |                |                |                |                |                |
| 8.     | FV Germania 1899 Bremen |                |                |                |                |                |                |
| 9.     | KSV Simson Bremen       | Teruggetrokken | Teruggetrokken | Teruggetrokken | Teruggetrokken | Teruggetrokken | Teruggetrokken |

|  | Kampioen |